# Десна (Јаблонец на Ниси)
Десна (чеш. Desná) град је у Чешкој Републици. Град се налази у управној јединици Либеречки крај, у оквиру којег припада округу Јаблонец на Ниси.

## Становништво
Према подацима о броју становника из 2014. године град је имао 3.158 становника.